# Prachtnonne
Die Prachtnonne (Lonchura spectabilis), auch Weißbauchnonne genannt, ist eine Art aus der Familie der Prachtfinken. Es werden mehrere Unterarten unterschieden.

## Beschreibung
Die Prachtnonne erreicht eine Körperlänge von etwa 9,5 Zentimeter und zählt damit zu den eher kleinen Prachtfinkenarten. Es besteht kein Sexualdimorphismus.
Der Kopf, die Kehle und der Hals sind schwarz gefiedert. Der Rücken und die Flügeldecken sind kastanienbraun, wobei bei den einzelnen Unterarten die Intensität dieses Kastanienbrauns etwas variiert. Die Schwingen sind schwärzlich mit kastanienbraunen Außenfahnen. Die Oberschwanzdecken sowie die Säume der dunkelbraunen Schwanzfedern sind gelblich ockerfarben bis gelb. Der Kropf und die vordere Körperunterseite sind je nach Unterart weiß bis rötlich hellbraun. Die Schenkel, der Hinterbrauch und die Unterschwanzdecken sind dagegen schwarz. Die Augen sind braun bis schwarz mit einem gegenüber dem schwarzen Kopfgefieder deutlich abgesetzten blassgrauen Lidrand. Der Schnabel ist blass grau bis schwärzlich grau.
Die Jungvögel sind am Oberkopf, den Kopfseiten und der Kehle dunkelbraun mit hellen Schaftstrichen. Die Kehle ist weißlich gefleckt und am Oberkopf befinden sich hellere Federsäume. Die Umfärbung ins Alterskleid erfolgt bei dieser Prachtfinkenart verhältnismäßig langsam und ist erst mit etwa sechs Monaten abgeschlossen.

## Verbreitung und Lebensweise
Die Nominatform Lonchura spectabilis spectabilis kommt auf Neubritannien, Umboi und Long Island vor. Vier weitere Unterarten, nämlich L. s. wahgiensis, L. s. mayri sowie L. s. gajduseki und L. s. sepikensis sind im Norden und Nordosten Neuguineas beheimatet. Ihr Lebensraum ist Grasland vom Meeresniveau bis in Höhenlagen von 2.450 Meter. Prachtnonnen haben sich auch menschlichen Siedlungsraum als Lebensraum erobert und kommen in Siedlungen vor, die von Grasflächen umgeben sind. Sie ist neben Dickschnabelnonne, Graukopfnonne, Braunbrustnonne, Höhennonne und Trauerbronzemännchen eine der Prachtfinkenarten, die als Kulturfolger vermehrt in Höhenlagen Neuguineas vorkommt und dort unter anderem mit der seltenen Arfaknonne konkurriert.
Es handelt sich bei dieser Art um einen sozial lebenden Vogel, der gewöhnlich in kleineren Gruppen von zehn bis zwölf Vögeln beobachtet wird. Gelegentlich können Schwärme jedoch auch bis zu achtzig Individuen umfassen. Die Nahrung besteht überwiegend aus Grassamen. Während der Brutzeit nehmen sie außerdem Algen auf, die sie an Gewässern finden.
Prachtnonnen bauen sowohl Brut- als auch Schlafnester. Beide Nestformen finden sich gewöhnlich einzeln am Rande von Grasland. Das Gelege besteht aus vier weißschaligen Eiern. Die Brutzeit beträgt vierzehn bis fünfzehn, die Nestlingszeit dagegen 21 Tage. Bei in menschlicher Obhut gehaltenen Prachtnonnen hat man beobachtet, dass sich tagsüber die beiden Elternvögel beim Brüten ablösen. Nachts dagegen brütet nur das Weibchen, während das Männchen im Schlafnest übernachtet. Im Schnitt sind die Jungvögel zwei Wochen, nachdem sie das Brutnest verlassen haben, selbständig.

## Haltung
Prachtnonnen wurden erstmals im Jahre 1934 nach Europa eingeführt. Weitere Importe folgten erst im Jahre 1970. Die Erstzucht gelang ein Jahr später. Prachtnonnen werden verglichen zu anderen Arten der Gattung Bronzemännchen verhältnismäßig häufig gehalten, jedoch deutlich weniger häufig, als beispielsweise die australischen Prachtfinkenarten. Sie gelten als ideale Volierenvögel, allerdings muss bei der Einrichtung berücksichtigt werden, dass sich Prachtnonnen gerne zurückziehen und ausreichend Bademöglichkeiten benötigen.

## Belege

### Einzelbelege
1. ↑   Nicolai et al., S. 277
2. ↑   Nicolai et al., S. 269
3. ↑   Nicolai et al., S. 275
4. ↑   Nicolai et al., S. 276